# Мултимедия от Чародейките
„Чародейките“ е телевизионен сериал, който се излъчва в много страни по света, а някои сезони са издадени на DVD. Има и други медии, като саундтрак и романи.

## Главно
Сериалът e излъчван главно по телевизионният канал WB в САЩ и по CTV в Канада. „Чародейките“ се излъчват по TNT в Северна Америка и по Showcase Diva в Канада. TNT излъчват четири различни епизода всяка седмица от 8:00, 9:00, 16:00 & 17:00. А Showcase Diva — излъчват една серия два пъти на ден, понеделник — петък в 13:00 и 20:00. Чародейките се излъчват в Квебек на френски по VRAK.TV – понеделник в 21:00, като епизодът се повтаря в петък от 18:00 и в събота от 20:00.
Извън Северна Америка „Чародейките“ се излъчват в много страни като:
- Аржентина: Чародейките се излъчва (със субтитри) по Sony Entertainment Television
- Австралия: Сезон 6 се излъчва в сряда от 19:30 по TV1. Сезон 8 ще се излъчва по Channel Ten в 21:30 (По-късно тази година).
- Белгия: Чародейките се излъчва понеделник — петък в 17:35 по Kanaal Twee
- България: Първите два сезона се излъчваха по Диема+. сега продължават да се излъчват и останалите сезони.
- Дания: „Heksene fra Warren Manor“ (на датски), в превод означава „Вещиците от имението Уорън“, серии от сезон 5 се излъчват два пъти дневно, по TV3.
- Франция: Чародейките се излъчваше по M6 в събота от 20h50.
- Германия: Pro 7 излъчват сериала под името „Charmed – Zauberhafte Hexen“ (преведено означава „Чаровни Вещици“) Сезони 1-7 може да се гледат всеки делничен ден от 16:00, а сезон 8 в събота от 17:15).
- Гърция: По Star Channel тече Сезон 8 всяка неделя от 16:30.
- Индонезия: 8 сезон на Чародейките се излъчва по SCTV.
- Италия: По FOX (кабелна телевизия) се излъчва „Streghe“ (преведено – „Вещици“) от понеделник до петък в 18:15. Епизодът се повтаря на следващия ден от 00:55. Това са серии от сезони 1 до 6. Сезон 7 се излъчва във вторник от 21:00 с два епизода на вечер.
- Латинска Америка: Сериалът тече по кабелна телевизия Sony Entertainment Television от понеделник до петък в 16:00 и 4:00.
- Малта: Чародейките може да се гледа всеки ден по Living TV.
- Холандия: Сезон 8 е излъчен по NET 5.
- Полша: По Polsat тече Сезон 1 всеки петък в 14:05 и събота в 11:55.
- Филипини: Епизоди от 8 сезон се излъчват в петък от 20:20 по Studio 23. Повторение на сезоните може да се гледа в неделя от 18:00.
- Словения: Под заглавието „Čarovnice“ („Вещици“) тече Сезон 6 всяка събота и неделя от 14:00 по Kanal A.
- Испания: Под заглавието „Embrujadas“ („Омагьосани“) се излъчва по различно време от понеделник до петък.
- Тайланд: Сезон 7 се излъчва по UBC Series всяка събота от 22:00.
- Турция: Сезон на Чародейките се излъчва по канал DiziMax всеки Петък.
- Великобритания: Чародейките може да гледате всеки ден по Living TV.

## Издания на DVD
| Държава                 | Сезон и дата на излизане    | Сезон и дата на излизане | Сезон и дата на излизане | Сезон и дата на излизане | Сезон и дата на излизане | Сезон и дата на излизане | Сезон и дата на излизане | Сезон и дата на излизане |
| Държава                 | 1                           | 2                        | 3                        | 4                        | 5                        | 6                        | 7                        | 8                        |
| ----------------------- | --------------------------- | ------------------------ | ------------------------ | ------------------------ | ------------------------ | ------------------------ | ------------------------ | ------------------------ |
| САЩ/ Канада             | 1 февруари 2005             | 6 септември 2005         | 15 ноември 2005          | 28 февруари 2006         | 6 юни 2006               | 17 октомври 2006         | 6 февруари 2007          | септември 2007           |
| Великобритания          | 6 юни 2005                  | 1 август 2005            | 3 октомври 2005          | 21 ноември 2005          | 6 март 2006              | 3 април 2006             | 5 юни 2006               | 30 април 2007            |
| Австралия               | 18 май 2005                 | 21 юни 2005              | 6 септември 2005         | 3 ноември 2005           | 16 февруари 2006         | 6 април 2006             | 6 юни 2006               | 13 февруари 2007         |
| Нова Зеландия           | 23 юни 2005                 | 24 август 2005           | 22 септември 2005        | 17 ноември 2005          | 23 март 2006             | 16 май 2006              | 22 юни 2006              | 22 февруари 2007         |
| Германия                | 12 май 2005                 | 7 юли 2005               | 1 септември 2005         | 10 ноември 2005          | 6 февруари 2006          | 6 април 2006             | 27 юли 2006              | 1 февруари 2007          |
| Франция                 | 21 април 2005               | 16 юни 2005              | 8 септември 2005         | 4 ноември 2005           | 2 февруари 2006          | 6 април 2006             | 6 юли 2006               | 15 февруари 2007         |
| Италия                  | 20 април 2005               | 15 юни 2005              | 14 септември 2005        | 1 декември 2005          | 15 февруари 2006         | 12 април 2006            | 20 септември 2006        | 21 февруари 2007         |
| Норвегия/ Швеция/ Дания | 27 април 2005               | 31 август 2005           | 26 октомври 2005         | 11 януари 2006           | 22 март 2006             | 25 май 2006              | 5 юли 2006               | 20 март 2007             |
| Холандия                | 4 април 2005/ 22 април 2005 | 16 юни 2005              | 22 септември 2005        | 24 ноември 2005          | 23 февруари 2006         | 20 април 2006            | 22 юни 2006              | 15 февруари 2007         |
| Испания                 | 18 май 2005                 | 29 юни 2005              | 28 септември 2005        | 17 ноември 2005          | 22 февруари 2006         | 19 април 2006            | 26 юли 2006              | 14 февруари 2007         |

## Саундтрак

### Charmed: The Soundtrack(2003)
1. „Hot“ – Smash Mouth
2. „Danger“ – Third Eye Blind
3. „Strict Machine“ – Goldfrapp
4. „Maybe Tomorrow“ – Stereophonics
5. „Rinse“ – Vanessa Carlton
6. „I Can't Take It“ – Andy Stochansky
7. „Worn Me Down“ – Rachel Yamagata
8. „Do You Realize??“ – The Flaming Lips
9. „New Favorite Things“ – Balligomingo featuring Lucy Woodward
10. „Rainbow In The Sky“ – Ziggy Marley
11. „How Soon Is Now“ – Love Spit Love

### Charmed: The Book of Shadows(2005)
1. „Take It Off“ – The Donnas
2. „Take A Look“ – Liz Phair
3. „Sand In My Shoes“ – Dido
4. „Fallen (Dan The Automator Remix)“ – Sarah McLachlan
5. „I Can't Make Me (Chris Lord Algo Remix)“ – Butterfly Boucher
6. „San Francisco“ – Vanessa Carlton
7. „Pieces Of Me (David Garcia And High Spies Remix)“ – Ashlee Simpson
8. „Unbroken“ – Missy Higgins
9. „Free (Swiss American Federation Club Remix)“ – Sarah Brightman
10. „I Close My Eyes“ – Shivaree
11. „Home“ – Zero 7

Бонус към британската версия:
1. „How Soon Is Now?“ – Love Spit Love

### Charmed: The Final Chapter(2006)
1. „Baby Got Going“ – Liz Phair
2. „Pinch Me“ – Barenaked Ladies
3. „Needs“ – Collective Soul
4. „Good Enough“ – Sarah McLachlan
5. „Weight Of The World“ – Chantal Kreviazuk
6. „Tears From The Moon“ – Conjure One с участието на Sinéad O'Connor
7. „Superfabulous“ – BT с участието на Rose McGowan
8. „Weave“ – Rusted Root
9. „Goodbye“ – Natalie Imbruglia
10. „Stolen Car“ – Beth Orton
11. „Bell, Book & Candle“ – Eddi Reader
12. „Name Of The Game“ – The Crystal Method

## Книги
Това е със списък с книги – романи и наръчници – базирани на телевизионната драма „Чародейките“. Романите нямат конкретна връзка със сериала или помежду си.
| Романи с Прю, Пайпър и Фийби                                    |                                     | |  |
| Заглавие                                                        | Автор                               | Изложение |  |
| The Power of Three/Силата на Трите (1 ноември, 1999)            | Констанс М. Бърдж                   | Чародейките придобиват силите си, след като Фийби прочита заклинание от „Книгата на Сенките“. |  |
| Kiss of Darkness/Целувката на Мрака (1 февруари, 2000)          | Белинда Александра                  | Една обикновена целувка може да е смъртоносна за Прю. |  |
| The Crimson Spell/Кървавото Заклинание (1 април, 2000)          | Констанс М. Бърдж, Ф. Голдсбург     | Прю, Пайпър и Фийби откриват, че може да загубят силите си. |  |
| Whispers From The Past/Шепот от Миналото (1 юни, 2000)          | Розалинд Ноонан                     | Фийби е издърпана в миналото и се среща с дъщерята на Мелинда Уорън. |  |
| Voodoo Moon/Вуду Луна (1 август, 2000)                          | Констанс М. Бърдж                   | Сестрите Халиуел са на ваканция, но каква ще е ваканцията на Чародейките, ако не срещнат поне един демон? |  |
| Haunted by Desire/Преследван от Желанието (3 октомври, 2000)    | Констанс М. Бърдж, Камерън Докей    | Фийби среща чудесен мъж на курсовете си в колежа, но започва да получава заплашителни бележки. |  |
| The Legacy of Merlin/Завещанието на Мерилин (3 април, 2001)     | Констанс М. Бърдж, Елойс Флъд       | Прю отива на ваканция в Англия в сърцето на града на крал Артур. |  |
| Soul of the Bride/Душата на Булката (22 май, 2001)              | Констанс М. Бърдж, Елизабет Ленхард | Прю прави нещо, което кара моделът от снимките ѝ да изчезне. Това праща Чародейките при Хадес и те се изправят лице в лице с Гръцкия бог.                                                                          |  |
| Beware What You Wish/Внимавай какво си пожелаваш (31 юли, 2001) | Констанс М. Бърдж, Даяна Галахар    | Фийби разбира, че не трябва да научава повече за проблемите около нея, защото виденията ѝ излизат извън контрол.                                                                                                   |  |
|                                                                 |                                     | |  |
| Романи с Пайпър, Фийби и Пейдж                                  |                                     | |  |
| Заглавие                                                        | Автор                               | Изложение |  |
| Charmed Again/Чародейки, отново                                 | Елизабет Ленхард                    | Пайпър и Фийби откриват заместничка на мъртвата си сестра, Прю, под формата на своята полусестра Пейдж Матюс. |  |
| Spirit of the Wolf/Духът на Вълкът                              | Даяна Галахар                       | На далечен курорт се появяват проблем, а Фийби и Пейдж са там, за да заздравят сестринската си връзка. |  |
| Garden of Evil/Градина на Злото                                 | Ема Харисън                         | Пайдж намира мъж, който изглежда като перфектния за нея, но той започва да я задушава с присъствието си. |  |
| Date With Death/Среща със Смъртта                               | Елизабет Ленхард                    | След като вижда, че Пайпър и Фийби имат половинки, а тя е сама, Пейдж решава да си уреди среща по Интернет. |  |
| Dark Vengeance/Тъмна Мъст                                       | Даяна Галахар                       | Всяка от Чародейките се среща с човек със зли намерения за отмъщение, водещи началото си векове назад. |  |
| Shadow of the Sphinx/Сянката на Сфинкса                         | Карла Яблонски                      | Пейдж се превръща в котка и е пренесена в Древен Египет. |  |
| Something Wiccan This Way Comes/Нещо Магическо се Задава Насам  | Ема Харисън                         | Пейдж иска да опознае магическата си страна, а някой убива хора занимаващи се с магии. |  |
| Mist and Stone/Мъгла и Камък                                    | Даяна Галахар                       | Пейдж се опитва да помогне на момче направено от камък, Но изглежда съдбата му не е да остане в него. |  |
| Mirror Image/Огледален образ                                    | Джеф Мариоте                        | Пейдж иска да има и живот извън магическите ѝ задължения, а сестрите ѝ се държат странно около нея. |  |
| Between Worlds/Между Световете                                  | Боби Уеис, Жаклин Уилсън            | Хелоуин е дошъл, а с него и обичайните странности, както и топящи се сгради. |  |
| Truth and Consequences/Истини и Последствия                     | Камерън Докей                       | Фийби изчезва, което кара Кол, вече смъртен, да отиде в подземния свят, за да я спаси от демон. |  |
| Luck Be A Lady/Късмет, Бъди Добродушен                          | Скот Сиенсин                        | Мислейки, че помага на бившата си жена, Кол случайно връща себе си, Фийби и сестрите ѝ по времето на Втората Световна Война. Става още по-лошо след като четиримата герой осъзнават, че не знаят как да се върнат. |  |
| Inherit the Witch/Наследи Вещицата                              | Лаура Бърнс                         | Чародейките помагат на един от малкото вещерски кланове да намери силите си. |  |
| A Tale of Two Pipers/Приказка за Двете Пайпъри                  | Ема Харисън                         | Понякога две Пайпъри не са по-добри от една. |  |
| The Brewing Storm/Задаваща се Буря                              | Пол Рудитис                         | Чародейките трябва да изпълнят ритуал, като съберат елементите в една избрана нощ. |  |
| Survival of the Fittest/Естественият Подбор                     | Джеф Мариоте                        | Навсякъде изчезват хора и сестрите трябва да разберат дали в това има нещо свръхестествено. |  |
| Pied Piper/Разноцветната Пайпър                                 | Деби Вигу                           | Странни неща се случват на сестрите и те веднага разбират, че е замесен демон. |  |
| Mystic Knoll/Мистичният Хълм                                    | Даяна Галахар                       | Чародейките отсядат в странноприемница докато са на почивка, но домакините не са точно нормални. |  |
| Changeling Places/Подменените Деца                              | Микол Остов                         | Бебетата в целия град са сменени с точни копия, включително Уаят. |  |
| The Queen's Curse/Проклятието на Кралицата                      | Ема Харисън                         | Пейдж среща своя принц от приказките. Оказва се, че той наистина е принц и вече е сгоден. |  |
| Picture Perfect/Красив като Картина                             | Камерън Докей                       | Фийби отива на откриването на стара сграда от 1920 г. |  |
| Demon Doppelgangers/Демони Двойници                             | Грег Елиот                          | Докато Пейдж работи в музея, от един от експонатите, древно „Драконско Яйце“, се излюпва хидра демон. |  |